# Gerhard Roth (Biologe)
Gerhard Roth (* 15. August 1942 in Marburg; † 25. April 2023) war ein deutscher Philosoph, Zoologe, Biologe und Hirnforscher. Er war Direktor am Institut für Hirnforschung in Bremen, 1989 gegründet von Roth und Hans Flohr. Es umfasste zum damaligen Zeitpunkt die Abteilungen für Neurobiologie (heute Abteilung für Neuropharmakologie, Michael Koch) und für Verhaltensphysiologie und Entwicklungsbiologie. Mit einer großen Zahl von Buchpublikationen und Aufsätzen beteiligte Roth sich an aktuellen Streitfragen an der Grenze von Neurobiologie und Philosophie. 

## Biografie

### Ausbildung
Roth studierte nach dem Besuch des humanistischen Friedrichsgymnasium in Kassel von 1963 bis 1969 als Stipendiat der Studienstiftung des deutschen Volkes in Münster und Rom zunächst Musikwissenschaft, Germanistik und Philosophie. Im Fach Philosophie wurde Roth 1969 mit einer Arbeit über den Marxisten Antonio Gramsci promoviert. Anschließend absolvierte er ein Studium der Biologie, u. a. in Berkeley (Kalifornien), das er 1974 an der Universität Münster mit einer zweiten Promotion in Zoologie beendete.

### Lehre
Seit 1976 lehrte Roth als Professor für Verhaltensphysiologie an der Universität Bremen, seit 1989 in der Funktion eines Direktors des Instituts für Hirnforschung bzw. heutigen Zentrums für Kognitionswissenschaften. Von 1997 bis 2008 war er Rektor des Hanse-Wissenschaftskollegs. Er war Mitglied der Berlin-Brandenburgischen Akademie der Wissenschaften und von 2003 bis 2011 Präsident der Studienstiftung des deutschen Volkes. In dieser Zeit verdoppelten sich die finanziellen Zuwendungen an die Studienstiftung sowie die Zahl der Stipendiaten. Roth setzte sich insbesondere für die Erhöhung des Anteils von Stipendiaten aus nichtakademischen sowie Familien mit Migrationshintergrund ein.
Im Alter von 66 Jahren gründete Roth 2008 die Beratungsfirma Roth GmbH, 2016 das private Roth-Institut Bremen, das sich auch der Beratung und Weiterbildung widmet.

### Forschungsinhalte
Roths Forschungsschwerpunkte waren kognitive und emotionale Neurobiologie bei Wirbeltieren, theoretische Neurobiologie und Neurophilosophie. In mehreren Publikationen erörterte er die Bedeutung neuerer gehirnbiologischer Erkenntnisse für philosophische, moralische und pädagogische Fragen, z. B. in Das Gehirn und seine Wirklichkeit. Kognitive Neurobiologie und ihre philosophischen Konsequenzen (1994) und Fühlen, Denken, Handeln. Wie das Gehirn unser Verhalten steuert (2001).
Laut Roth werden erste und letzte Handlungsgründe des Bewusstseins auf der nicht bewussten Ebene des limbischen System verhandelt.
Mit Nicole Strüber veröffentlichte Roth 2014 das Buch „Wie das Gehirn die Seele macht“, in dem die Seele als Produkt extrem komplexer neurobiologischer Prozesse beschrieben wird. Psychische Erkrankungen, so Roth, hinterlassen im Gehirn deutliche Spuren bis auf die zelluläre und molekulare Ebene.
An der Gesamtschule Bremen-Ost engagierte sich Roth bildungspolitisch mit einem Reformprojekt, die theoretischen Grundlagen seines Engagements sind in seinem Buch Bildung braucht Persönlichkeit. Wie Lernen gelingt (2011) beschrieben. Er warnte vor der Überschwemmung der Schule mit elektronischen Geräten. Denn entscheidend für den Lernerfolg, so Roth, sei die „Persönlichkeit“ der Lehrenden: „Rund 50 Prozent des Lernerfolges hängt von dem Vertrauen in den Lehrer ab, der vor mir steht, in dessen Augen ich sehen kann, und der mich anschaut, den ich spüre. Das beflügelt mein Gehirn, sich zu merken, was ich da höre.“ Lieblos eingerichtete Klassenräume behinderten den Lernerfolg ebenso wie der 45-Minuten-Takt. Wichtig sei das Interesse am Lernstoff, das für Aufmerksamkeit sorgt - der Umfang der Unterrichtsinhalte müsse dafür reduziert werden. Und entscheidend für das Langzeitgedächtnis sei die periodische Wiederholung – unter anderem in Form der Hausaufgaben. 

### Weltanschauung
Roth äußerte sich im Hinblick auf religiöse Weltanschauung: „Ob Glaube und Vernunft prinzipiell unvereinbar sind, ist unklar und hängt wesentlich von der Definition beider Begriffe ab.“ Klar sei aber, dass der institutionalisierte Offenbarungsglaube mit Wissenschaft unvereinbar sei. Wissenschaftliche Vernunft bestehe darin, „nur solche Aussagen oder Aussagensysteme (Theorien) zu akzeptieren, die logisch widerspruchsfrei und hinreichend empirisch belegt sind“. Die katholische Kirche vertrete den Standpunkt, einen privilegierten Zugang zu zeitüberdauernder Wahrheit, zum Beispiel über die Eigenschaften und den Willen Gottes, zu besitzen, ohne ihre Lehren einer empirischen Überprüfung zu unterziehen. „Wenn hingegen Glaube als eine individuell-subjektive Überzeugung oder Ahnung verstanden wird (woher diese sich auch immer speisen mögen), dann können Glaube und wissenschaftliche Vernunft wohl nebeneinander bestehen, weil sie unterschiedliche Geltungsbereiche haben.“

## Beratungsfirma
Mit seinem privaten „Roth-Institut“ bot er umfangreiche Beratungen an, insbesondere „Neurowissenschaft für Coaching und Therapie“ wie Resilienz-Management und Stress-Prävention für Führungskräfte. 

## Kritik

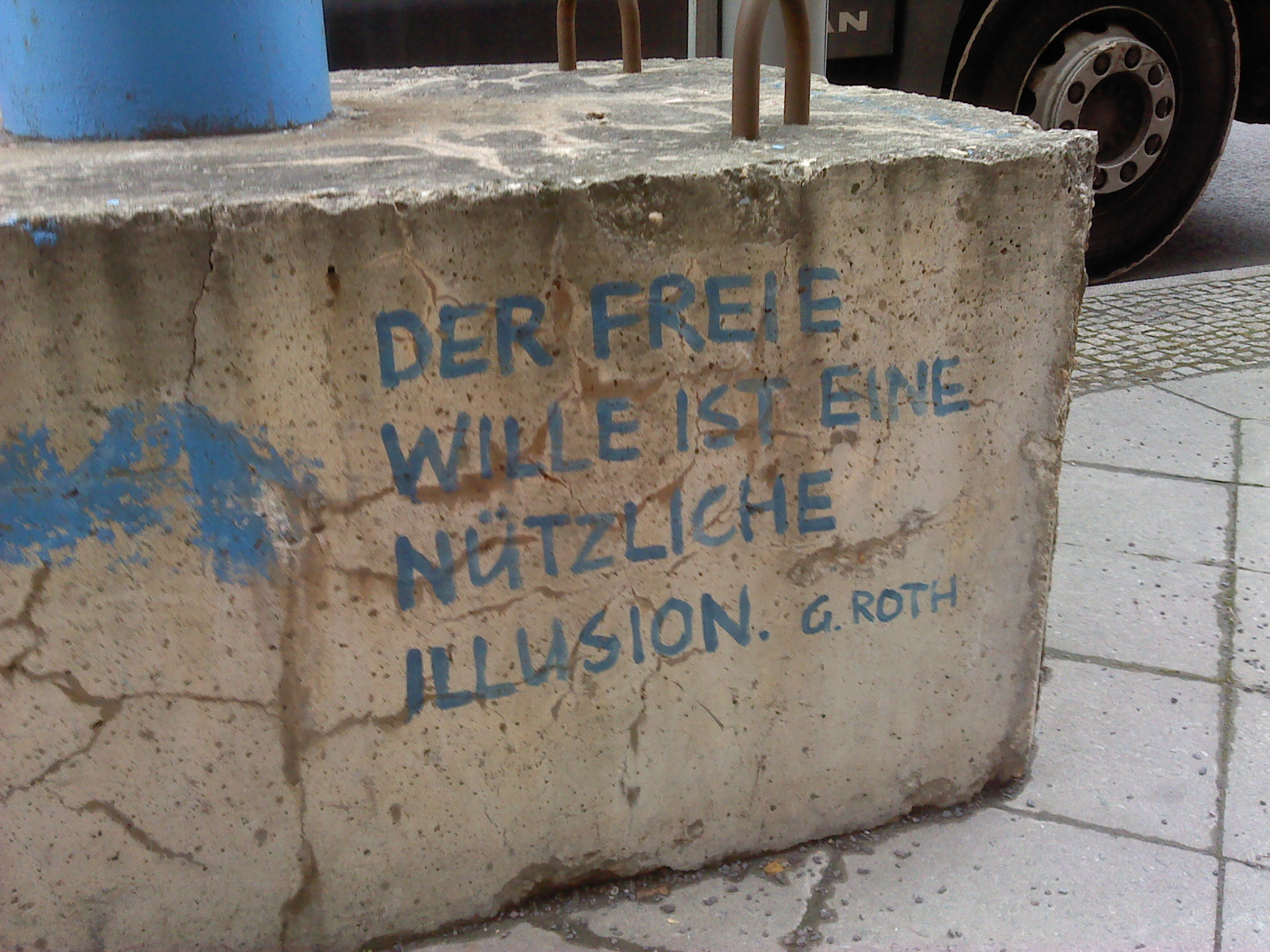
Streetart-Werk von Wolfgang Nieblich in Berlin: „Der freie Wille ist eine nützliche Illusion. G. Roth“

Kontrovers ist Roths Feststellung diskutiert worden, dass es aus Sicht der naturwissenschaftlich betriebenen Neurobiologie kein Äquivalent für das gebe, was in der Moralphilosophie Willensfreiheit genannt wird. Roth kritisierte Willensfreiheit als traditionelle metaphysische Konzeption. Das Gefühl, seinem eigenen Willen folgen zu können, wird durch das Wissen um die Bedingtheit der eigenen Persönlichkeit nicht beeinträchtigt.
Roth vertrat einige Ansichten, die den radikalen Konstruktivismus kennzeichnen. Dabei zeigte Roths Denken wegen dessen sinnesphysiologischer Komponenten besonders in seinen Konsequenzen erkenntnistheoretisch eine gewisse Nähe zum philosophischen Sensualismus. So nahm er an, die Wirklichkeit werde von unserem Gehirn konstruiert, nur diese vom Gehirn konstruierte Wirklichkeit sei für uns erfahrbar. Als Konsequenz unterschied Roth ein wirkliches Gehirn von einem realen Gehirn. Das „wirkliche Gehirn“ betrachtete er dabei als einen Teil der erlebbaren Wirklichkeit, diese als Konstruktion des „realen Gehirns“.
In die Kritik gerieten Roths Thesen zur Kriminologie, nach denen die Schuldfähigkeit bei einem Verbrechen vor dem Hintergrund gesehen werden müsse, dass niemand etwas für seine Gene, seine frühkindlichen Prägungserlebnisse oder andere persönlichkeitsbildende Einflüsse könne, so in dem Buch Persönlichkeit, Entscheidung und Verhalten. Roths Position wird als „biologischer Determinismus“ kritisiert und mit dem Vorwurf unterfüttert, Roth und andere legten die Willensfreiheit als unbedingte Freiheit aus. Als Naturwissenschaftler, wandte Roth gegen seine Kritiker ein, wisse er, dass es schon auf unterer physikalischer Ebene zufällige Prozesse gebe. Kausalitäten auf höheren Ebenen wie etwa im Gehirn seien aufgrund der übergroßen Komplexität neuronaler und sozialer Prozesse naturwissenschaftlich nicht darstellbar. „Schuld“ war allerdings für Roth ein theologisch-metaphysischer Begriff.
Der Philosoph Jens Marxen kritisiert Roths Behauptung, wonach der Mensch aus Sicht der Neurobiologie keinen freien Willen habe, scharf. Er weist darauf hin, dass Roths Schlussfolgerungen inkonsequent seien. Roths Forderung, Besserungsanstalten für Kriminelle einzuführen und sogar Menschen auszusortieren, bei denen Erziehung zwecklos sei, offenbare laut Marxen einen Widerspruch. Denn denjenigen, die das Justizsystem ändern und derartige Besserungsanstalten einführen sollen, spricht Roth offenbar einen freien Willen zu. Marxen stellt die Frage, warum Richter und andere Entscheidungsträger von ihrer bisherigen Praxis durch Appelle abzubringen sein sollen, Kriminelle aber nicht. Marxen kommt zu dem Schluss: „Roth entmündigt zunächst den Menschen, indem er ihn zu einem hirngesteuerten Automaten erklärt. Einer Gruppe spricht er aber exklusiv einen freien Willen sowie klare Entscheidungsvollmachten zu: Den Regierenden, welche er von seinem Besserungssystem überzeugen will.“

## Ehrungen
- 2007: Niedersächsischer Verdienstorden
- 2011: Bundesverdienstkreuz 1. Klasse

## Schriften (Auswahl)
- Gramscis Philosophie der Praxis. Eine neue Deutung des Marxismus. Patmos-Verlag, Düsseldorf 1972, ISBN 3-491-00364-4 (Münster, Universität, Dissertation, 1969).
- als Herausgeber: Kritik der Verhaltensforschung. Konrad Lorenz und seine Schule (= Beck’sche schwarze Reihe. Bd. 109). Beck, München 1974, ISBN 3-406-04909-5.
- Das Gehirn und seine Wirklichkeit. Kognitive Neurobiologie und ihre philosophischen Konsequenzen. Suhrkamp, Frankfurt am Main 1994, ISBN 3-518-58183-X (zahlreiche Ausgaben).
- Schnittstelle Gehirn. Zwischen Geist und Welt = Interface brain. Benteli, Bern 1996, ISBN 3-7165-1003-3.
- als Herausgeber mit Wolfgang Prinz: Kopf-Arbeit. Gehirnfunktionen und kognitive Leistungen. Spektrum – Akademischer Verlag, Heidelberg u. a. 1996, ISBN 3-86025-256-9.
- Entstehen und Funktion von Bewußtsein. In: Deutsches Ärzteblatt. Bd. 96, Nr. 30, 1999, S. A-1957–A-1961.
- Fühlen, Denken, Handeln. Wie das Gehirn unser Verhalten steuert. Suhrkamp, Frankfurt am Main 2001, ISBN 3-518-58313-1 (zahlreiche Ausgaben).
- mit Michael Pauen: Neurowissenschaften und Philosophie. Eine Einführung (= UTB. Bd. 2208). Fink, München 2001, ISBN 3-7705-3548-0.
- Aus Sicht des Gehirns. Suhrkamp, Frankfurt am Main 2003, ISBN 3-518-58383-2.
- Das Problem der Willensfreiheit. Die empirischen Befunde. In: Information Philosophie. Bd. 32, Nr. 5, 2004, ISSN 1434-5250, S. 14–21 (online; kritische Replik darauf).
- Möglichkeiten und Grenzen von Wissensvermittlung und Wissenserwerb – Erklärungsansätze aus Lernpsychologie und Hirnforschung. In: Ralf Caspary (Hrsg.): Lernen und Gehirn. Der Weg zu einer neuen Pädagogik (= Herder-Spektrum. Bd. 5763). Herder, Freiburg im Breisgau u. a. 2006, ISBN 3-451-05763-8, S. 54–69 (mit weiteren Beiträgen von Joachim Bauer, Manfred Spitzer, Gerald Hüther, Elsbeth Stern u. a.).
- als Herausgeber mit Klaus-Jürgen Grün: Das Gehirn und seine Freiheit. Beiträge zur neurowissenschaftlichen Grundlegung der Philosophie. Vandenhoeck & Ruprecht, Göttingen 2006, ISBN 3-525-49085-2 (zurückgehend auf ein gleichnamiges Symposium am 20.–21. Januar 2005 in Frankfurt am Main).
- Persönlichkeit, Entscheidung und Verhalten. Warum es so schwierig ist, sich und andere zu ändern. Klett-Cotta, Stuttgart 2007, ISBN 978-3-608-94490-7.
- mit Michael Pauen: Freiheit, Schuld und Verantwortung. Grundzüge einer naturalistischen Theorie der Willensfreiheit (= Edition Unseld. Bd. 12). Suhrkamp, Frankfurt am Main 2008, ISBN 978-3-518-26012-8.
- Wie einzigartig ist der Mensch? Die lange Evolution der Gehirne und des Geistes. Spektrum Akademischer Verlag, Heidelberg 2010, ISBN 978-3-8274-2147-0.
- Bildung braucht Persönlichkeit. Wie Lernen gelingt. Klett-Cotta, Stuttgart 2011, ISBN 978-3-608-94655-0.
- Das Gehirn nimmt die Welt nicht so wahr, wie sie ist. In: Matthias Eckoldt: Kann das Gehirn das Gehirn verstehen? Gespräche über Hirnforschung und die Grenzen unserer Erkenntnis. Carl-Auer-Verlag, Heidelberg 2013, ISBN 978-3-8497-0002-7.
- mit Nicole Strüber: Wie das Gehirn die Seele macht. Klett-Cotta, Stuttgart, 1. Auflage 2014, 7. durchgesehene Auflage 2017, ISBN 978-3-608-96169-0.
- mit Alica Ryba: Coaching, Beratung und Gehirn. Klett-Cotta, Stuttgart, 2016. ISBN 978-3-608-94944-5.
- mit Alica Ryba, Coaching und Beratung in der Praxis. Ein neurowissenschaftlich fundiertes Integrationsmodell, Klett-Cotta, Stuttgart, 2019, ISBN 978-3-608-96215-4.
- Über den Menschen. Suhrkamp, Berlin 2021, ISBN 978-3-518-58766-9.
- Schule mit Köpfchen. Erkenntnisse aus der Hirnforschung für den Unterricht nutzen. Klett-Cotta, Stuttgart 2022, ISBN 978-3-608-98651-8.

## DVDs und Videos
- Wie macht das Gehirn die Seele? 2001.
- Das verknüpfte Gehirn: Bau und Leistung neurobiologischer Netzwerke. 5-teilige Vortragsreihe anlässlich der Lindauer Psychotherapiewochen 2002.